# 防護柵 (道路)

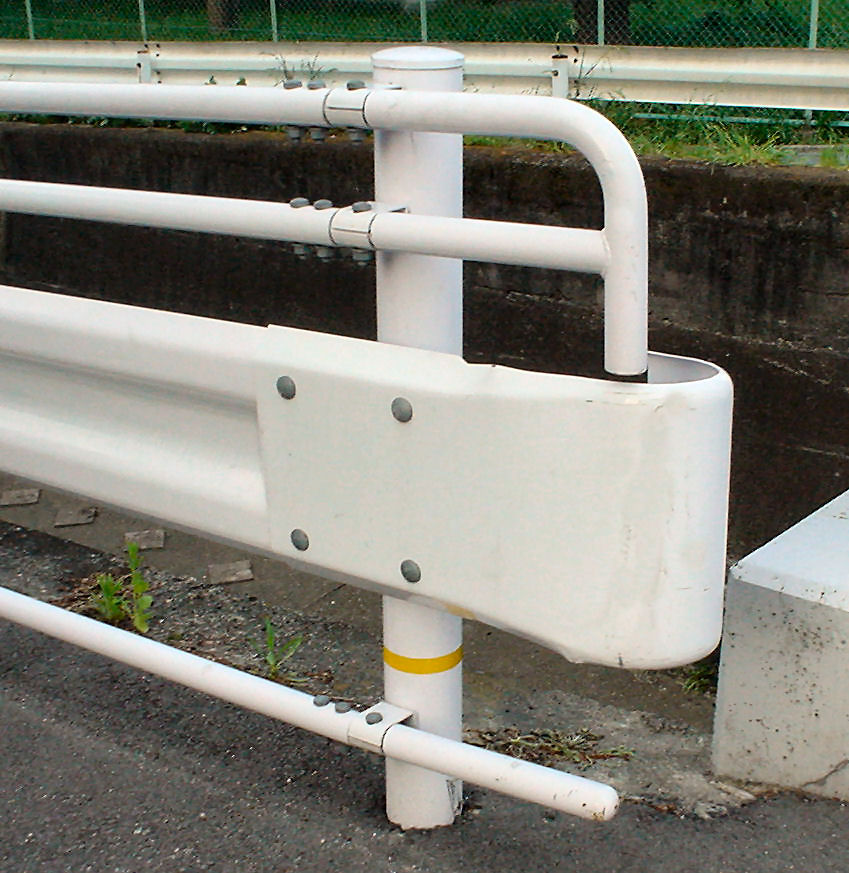
袖付波板とパイプの複合型、後方に波板の裏面。

本項では道路用の防護柵（ぼうごさく）について解説する。

## 概要
道路での防護柵の設置の主目的は、進行方向を誤認した車両の路外逸脱防止、車両乗員の傷害や車両の破損の最小化、逸脱車両による第三者への人的・物的被害の防止、車両の進行方向復元である。
防護柵の所有者は該当の道路管理者、すなわち国土交通省、都道府県、市町村などである。ガードレール設置工事単価は、2022年3月時点で最も等級の低いものが1mあたり7,340円である。

## 設置形状による分類
防護柵は対象が車両と歩行者によって設置場所や設置条件が大幅に異なるため、日本では「車両用防護柵」と「歩行者自転車用柵」として分類が行われている。なお、歩道等がないなど道路条件に応じて車両用防護柵と歩行者自転車用柵を兼用しなければならない場合、構造や性能の条件を満たした場合に兼用が可能である。

### 車両用防護柵

#### たわみ性防護柵
車両衝突時の衝撃を車両および防護柵の双方の変形によって和らげるため緩衝性に優れている。衝突時の荷重を防護柵自体の変形と長手方向への荷重分散により支える構造で安全確保のためには一定以上の延長を必要とし、一般に設置が必要な区間に対して前後20 m前後延長して設置する。交差点や横断歩道などで防護柵が途切れる部分の端部は車両衝突時に乗員に与える衝撃が大きいことが懸念され、道路外側に曲げることで緩衝性の高い構造とする。特にガードレールで、端部の丸く反った部分を「袖ビーム」と呼ぶ。

##### ビーム型防護柵

###### ガードレール
略称は「Gr」。適度な剛性と靭性を有する波型断面のビームと支柱によって構成される。車両衝突時の衝撃はビームの引っ張りと支柱の変形で抵抗する。破損時は破損部の取り換えが容易である。
2枚以上のビームを道路延長方向に連続で取り付ける際は車両誘導性を保つために手前のビームが上になるようにする。ビームは波型断面は一般道路では山が2つのものを用いる一方、高速道路では強度を強くするため山が3つのものを用いる。曲線部ではあらかじめ曲線に成形したビームを使用するが、曲線半径が大きい場合は直線ビームでも取り付けることが可能。曲げビームの最小半径は2山ビームの場合で5 mである。
降雪が多い地域では雪が貯まりやすく、除雪車が衝突することがあるため使用されない傾向にある。

工事などで仮設して設置する場合も上部にガードレールを用いることがある。この場合、基礎とビームを連結したもので常設されたガードレールに近い性能を持てるものであり、特にビーム1スパンごとに単独して設置されたものだと工事用のバリケードより若干強度が高い程度である。 :

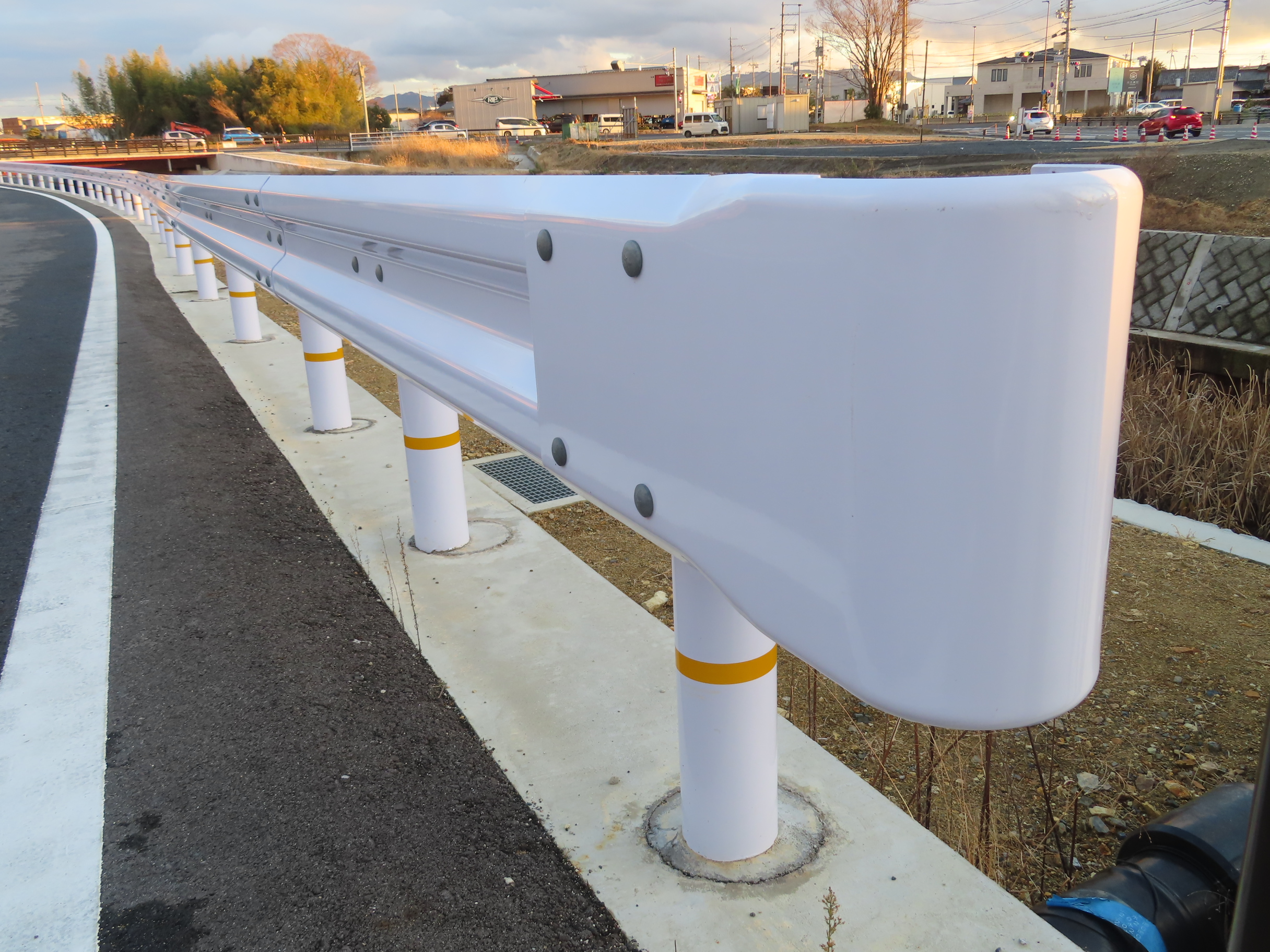
白色に塗装されたガードレール
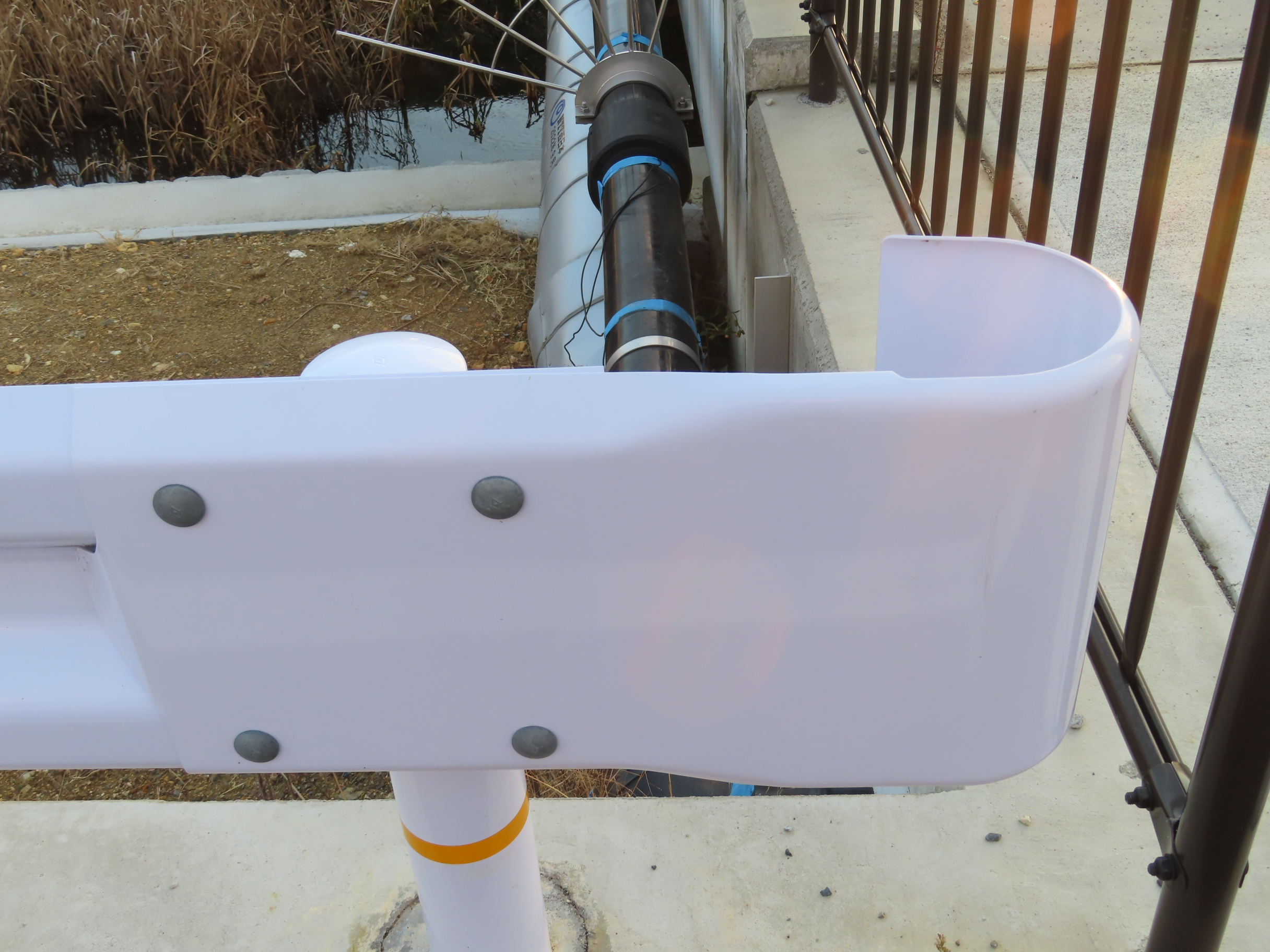
袖ビーム

###### ガードパイプ
略称は「Gp」。適度な構成と靭性を有する複数のパイプ状のビームと支柱により構成される。最小の曲げ半径は半径5 m。円形の鋼管ビームのほか、景観に配慮して楕円型のビームにすることもできる。車両衝突時の衝撃はビームの引っ張りと支柱の変形で抵抗する。
ガードレールに比べて景観に優れているが、施工性は劣る。
歩車道分離帯において用いられる傾向にある。

###### ボックスビーム
略称は「Gb」。高い剛性と靭性を有する1本の角形パイプのビームと比較的強度の弱い支柱により構成される。車両衝突時の衝撃はビームの曲げ強度で抵抗する。走行速度が大きく重大事故が懸念される分離帯箇所に用いられる傾向にある。標準型の長さ6 mのビームでは曲線半径300 m以上、長さ4 mのビームでは曲線半径200 m以上で施工可能。
表裏がなく、分離帯用として用いやすい。 

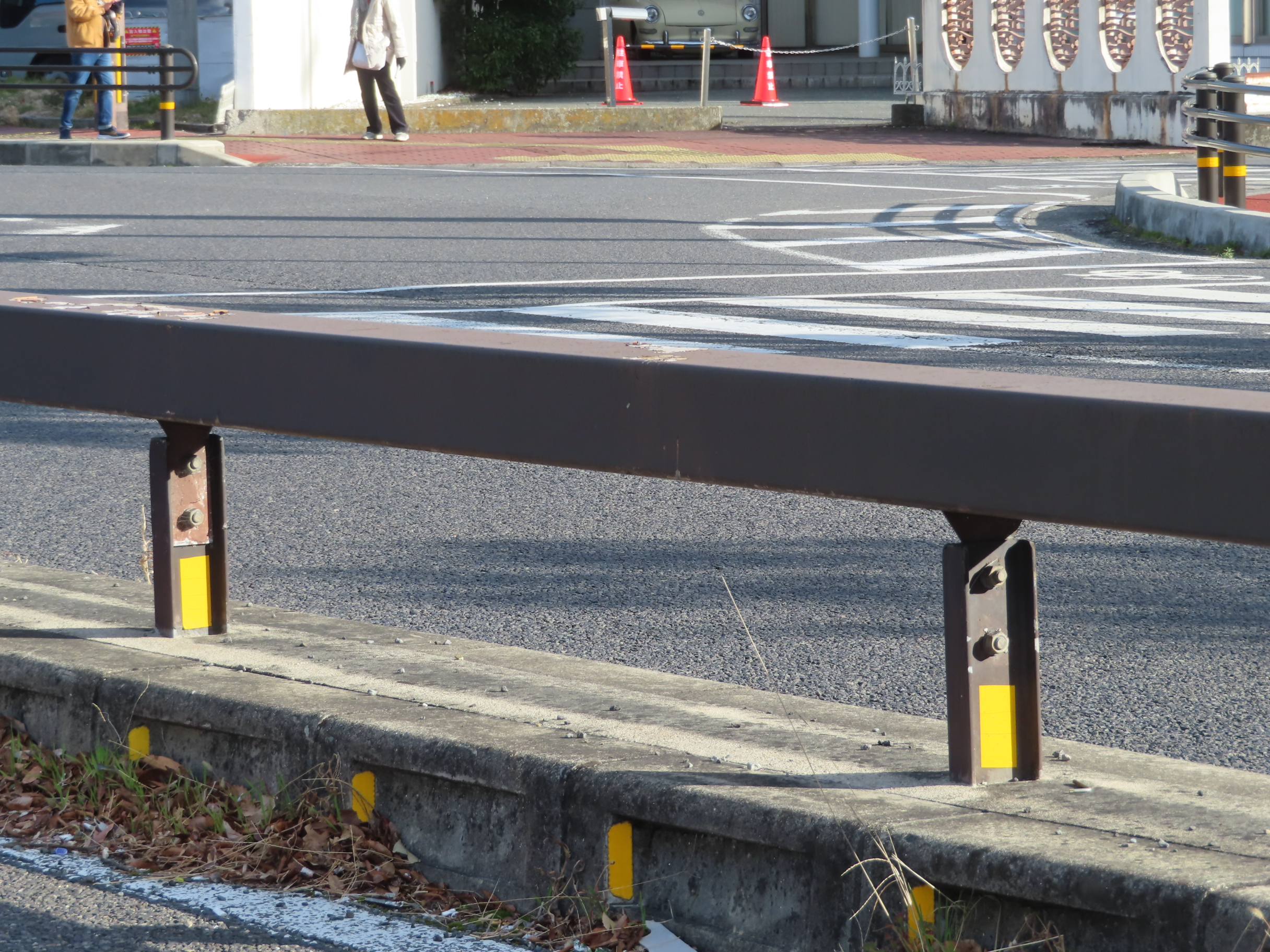
中央分離帯に設置されたボックスビーム

##### 木製防護柵
主にビームに木材を用いた防護柵である。車両衝突時の衝撃は木材ビームの剛性と金属製接続部や支柱基礎部の変形で抵抗する。1994年に宮崎県の和光コンクリート工業が開発した木製防護柵が日向市内の林道で使用されたのが初の事例である。当時は一般道路の防護柵には鋼材もしくはコンクリートを使用する仕様規定が存在していたため設置基準適応外の林道や公園内にしか設置することができなかった。しかし、1998年に防護柵の仕様規定が性能規定に変更されたことにより車両衝突試験に合格したものであれば一般道路への設置が可能となった。そのため2002年に国道218号高千穂バイパスに設置されたのを皮切りに、地元産木材の活用促進や景観への配慮、カーボンニュートラルの観点、塩害対策などの理由から各地で導入が進められ、2021年度末時点で全国で246kmの木製防護柵が設置されている。長野県では間伐材の有効利用を目的に2003年度から「信州型木製ガードレール」として木製のガードレールが開発され、2004年（平成16年）度から県内で設置が始まった。この取り組みが全国的に注目されたことで四国や神奈川、北海道などでも独自の木製ガードレールが開発された。長野県においては2006年の田中康夫知事の落選に前後して設置実績は大きく減少し、松本建設事務所では維持費用の高さから2023年4月より老朽化した木製ガードレールを鋼製ガードレールに交換している。一方で和歌山県では紀州材の利用促進と観光振興の観点から2017年度より木製ガードレールを設置を開始し、観光地が集中しているエリアなどにおいて新設や付け替えの際に木製に変更している。

#### ケーブル型防護柵

##### ガードケーブル
略称は「Gc」。弾性域内で動く複数のケーブルおよび適度な剛性と靭性を有する支柱で構成される。車両衝突時の衝撃はケーブルの引張りと支柱の変形で抵抗する。車両衝突時の機能向上を図るためにケーブル間隔保持材を取り付ける。
張長（防護柵に切れ目なく設置した場合の長さで、端末支柱から端末支柱までの間の長さ）は機械施工で500 m、人力施工で300 mが限界となるため、それ以上に長く設置する際は中間端末処理によって防護柵が設置された区間を途切れさせないようにする。曲線部において中間支柱が張力で傾くおそれがある場合は十分転圧する必要があり、それでも傾く場合はコンクリートで根固めする。ケーブルに張力を与える際はねじれが生じないように行い、ケーブル1本に与える初張力は種別（後述）がA種の場合は20kN（キロニュートン）、B種・C種の場合は9.8kNとする。ただし、温度変化によって張力が変わるため、冬季はすべての種別で標準より＋2kN、夏季はA種のみ標準より-2kNの張力で施工する。
山間部において景観に配慮が必要な区間や積雪が多い地域において用いられる傾向にある。 

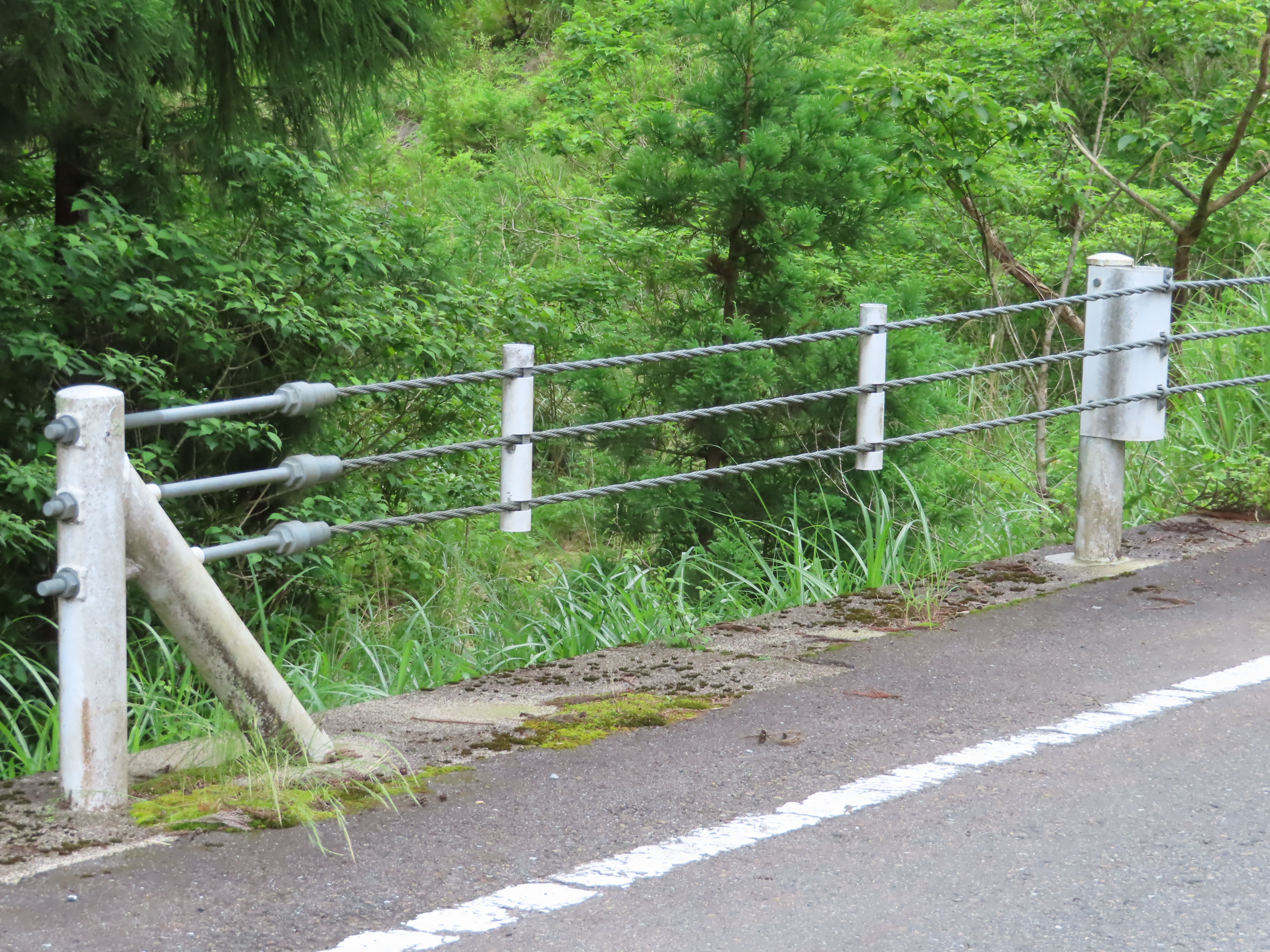
ガードケーブル
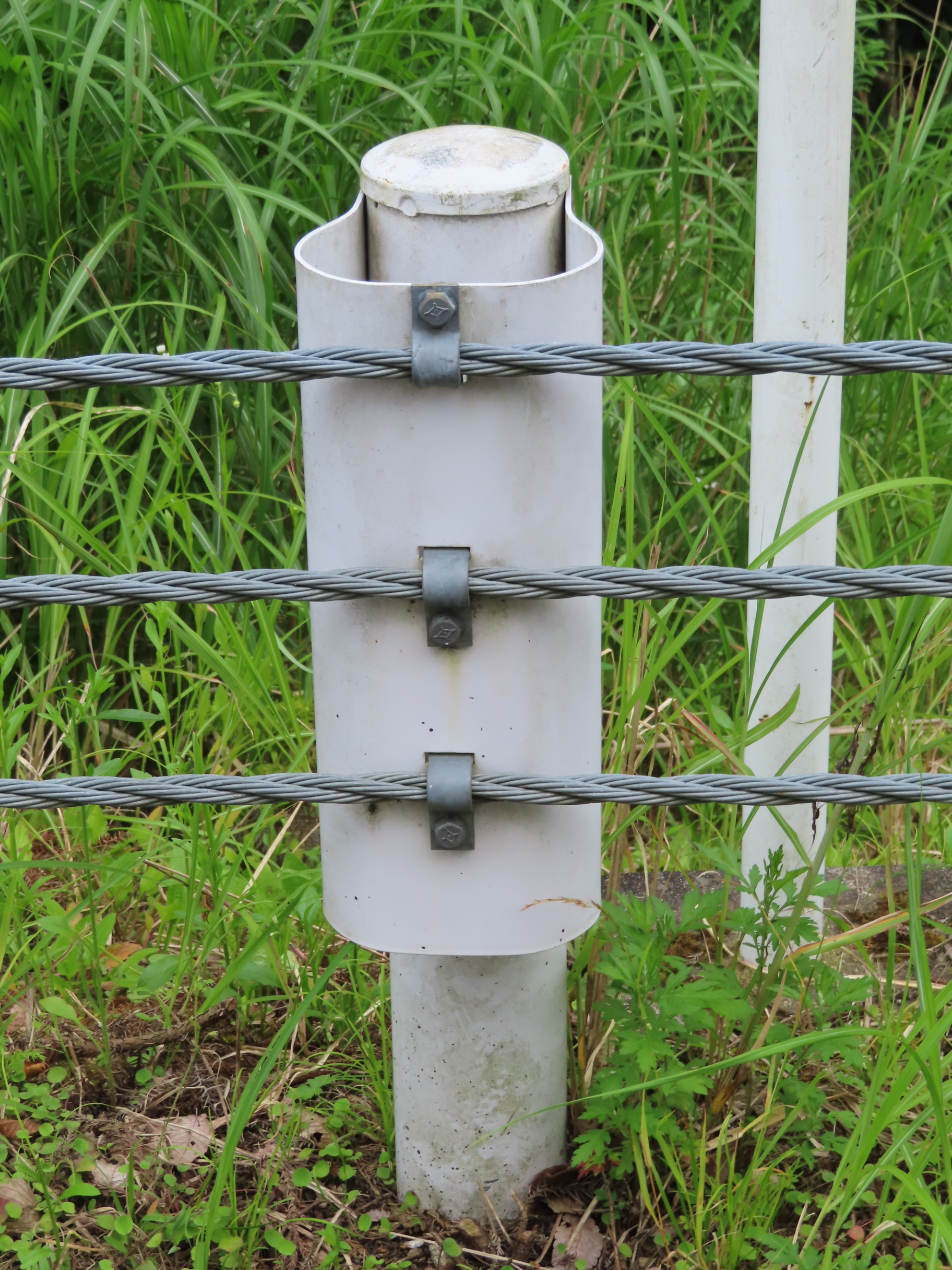
中間支柱
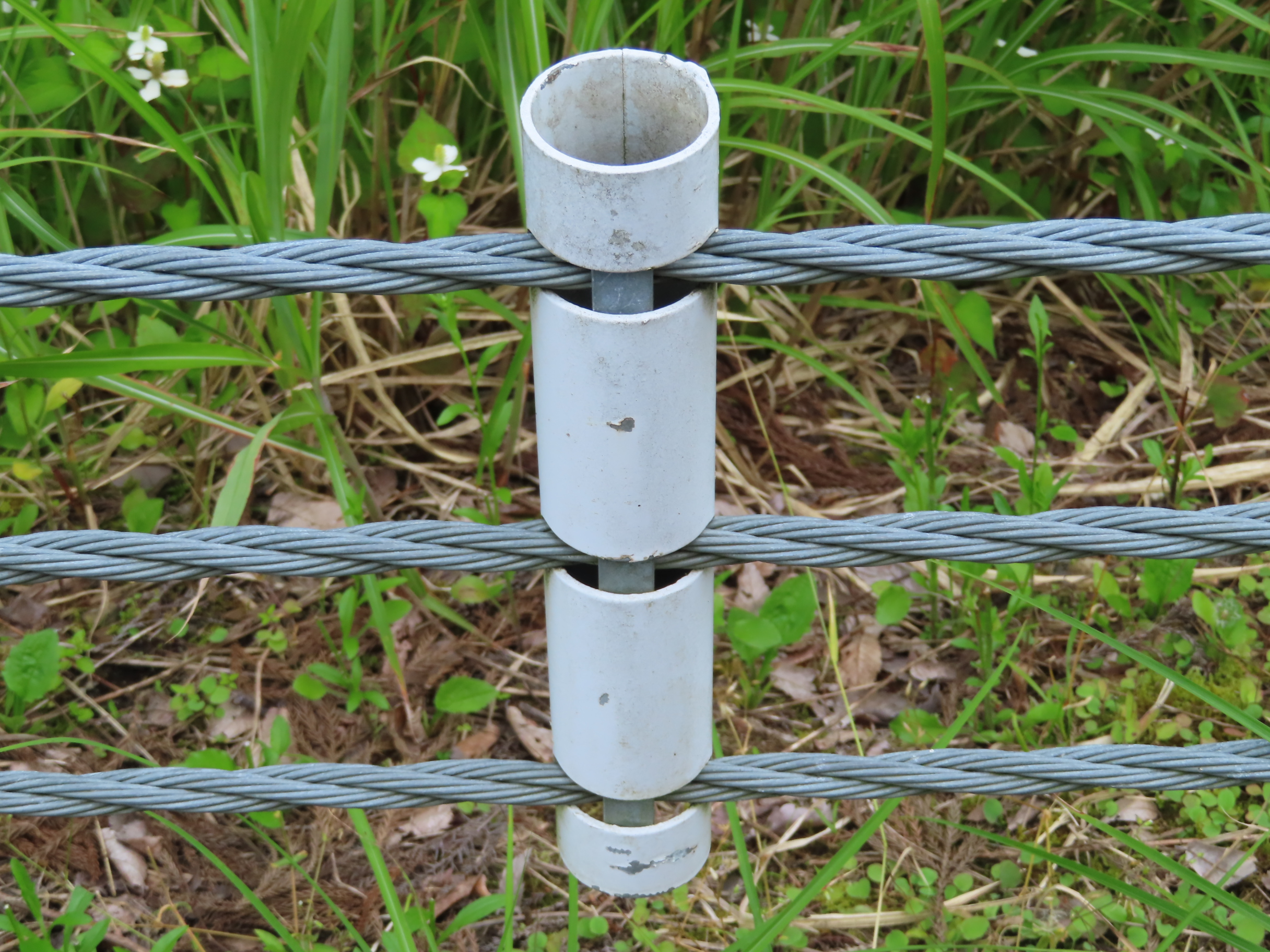
間隔保持材
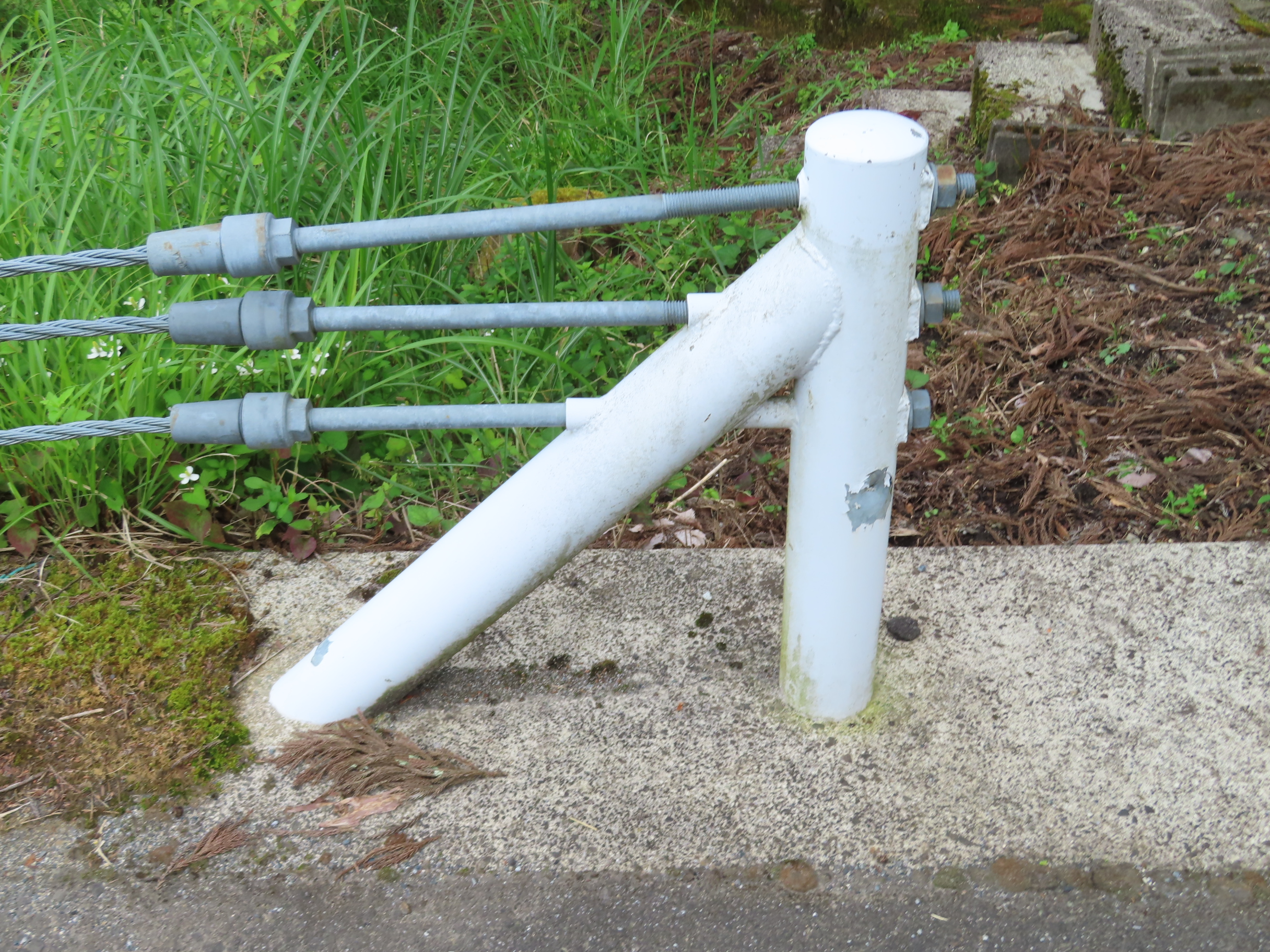
端部支柱

#### 橋梁用ビーム型防護柵
高い剛性と靭性を有する複数のパイプ（形状は丸形や角形）で構成される。車両衝突時の衝撃はビームの曲げおよび支柱の剛性で抵抗し、たわみ性防護柵の中では比較的変形量が少ない。車両が接近するのを防ぎ、衝突を受けた際も基礎や床版に与える影響を小さくする目的で地覆を設けるの一般的である。地覆の高さは一般道路では250 mm程度とするのが一般的であるが、車両の走行速度が高い高速自動車国道や自動車専用道路では120 mm以下とするのが望ましい。

### 剛性防護柵（コンクリート製防護柵）
防護柵を構成する主な部材が衝突を受けても弾性限界内での変形を見込んで設計したもので、衝突後も防護柵の変形がほとんど生じない防護柵。強度が高く車両の逸脱防止性能に優れる。主に車両逸脱が発生すれば大きな被害が見込まれる場所（高速道路や立体交差、路外の高低差が大きい場所など）に用いられる。
形状によって「フロリダ型」「単スロープ型」「直壁型」に分類される。「フロリダ型」は柵前面が2種類の傾斜角度を持つコンクリート製の防護柵であり、下部スロープ55度・上部スロープが84度である。「単スロープ型」は風前面が80度の傾斜面でできているコンクリート製の防護柵である。「直壁型」は柵前面が90度の垂直面でできているコンクリート製の防護柵で、橋梁用ビーム型防護柵と同様に車両接近の防止や衝突時の床版や基礎に与える影響の緩和のため地覆を設けるのが望ましい。

### 歩行者自転車用防護柵

#### 歩行者自転車用柵
この柵は歩行者等が路外または車道に転落を防止すること、横断禁止区間などで歩行者等がみだりに横断するのを防止することを目的に設置される。また、柵の設置により歩道等と車道とを区別させることで歩行者等の安全確保が期待できる歩車道境界の柵も歩行者・自転車用柵として設置される。
生活道路など市街地の幅員が狭い道路で上述の車両用防護柵が空間上の制約から設置しにくい場合、歩行者等を保護する目的で従来から設けられていた「歩行者・自転車用防護柵」の強度を更に高めたものとして生活道路用柵の開発が行われている。

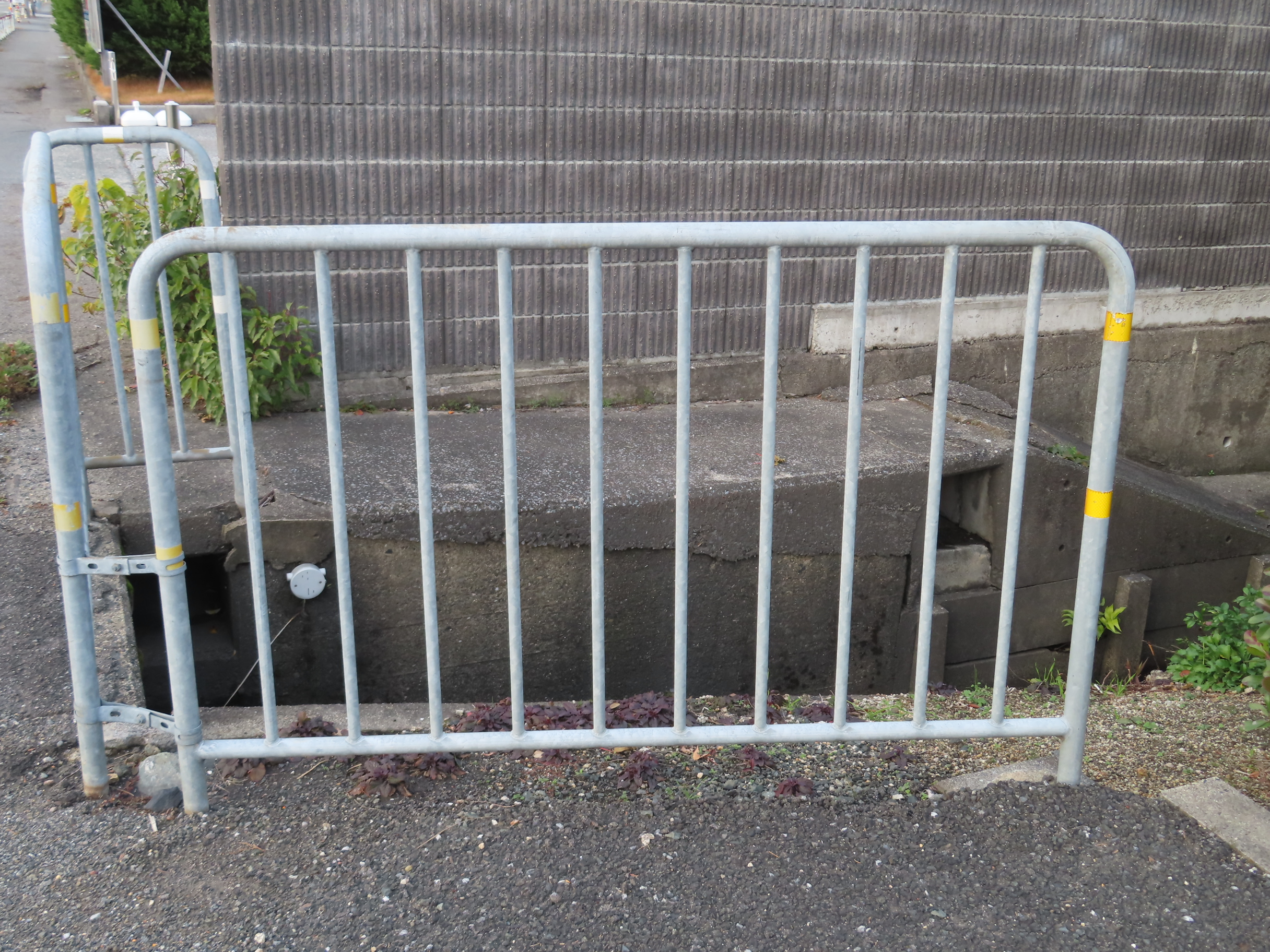
用水路に転落しないよう設けられた転落防止柵

### その他の種類の防護柵

#### オートガード
下縁にエッジを付けた鉄筋コンクリート製のビームと支柱から構成される防護柵。このエッジが接触した車両のタイヤをかみ、滑らかなビームが車両の方向を正しい進行方向に復帰させる作用を持っている。こうした方向復元の作用を「DAV」と呼び、こうしたオートガードは1965年（昭和40年）時点でアメリカやイギリス、西ドイツなど複数の国で特許登録されていた。日本では1959年（昭和34年）9月22日に東京都三鷹市の運輸技術研究所で実車衝突試験が行われている。
原則として塗装を行わないが、視線誘導の必要がある場所では白色に塗装する。高さが低いため激しい衝突時には安全性に少し劣る。
発祥の国はデンマークであり、防護柵のほとんどがオートガードであったことがある。

## 強度による種別

### 車両用防護柵
日本国内では車両用防護柵は強度（車両衝突時に突破されない衝撃力）と設置場所の違いで以下の通り分類される（これを「種別」とする）。なお、kJとはキロジュールを指す。
| 強度      | 種別   | 種別     | 種別         | 想定衝突速度 （km/h） |
| 強度      | 路側用 | 分離帯用 | 歩車道境界用 | 想定衝突速度 （km/h） |
| --------- | ------ | -------- | ------------ | --------------------- |
| 45kJ以上  | C      | Cm       | Cp           | 26以上                |
| 60kJ以上  | B      | Bm       | Bp           | 30以上                |
| 130kJ以上 | A      | Am       | Ap           | 45以上                |
| 160kJ以上 | SC     | SCm      | SCp          | 50以上                |
| 280kJ以上 | SB     | SBm      | SBp          | 65以上                |
| 420kJ以上 | SA     | SAm      | -            | 80以上                |
| 650kJ以上 | SS     | SSm      | -            | 100以上               |

車両は車両総重量25トンの車両が、26・30・45・50・65・80・100 km/hの7段階の速度で、衝突角度15度とした場合の衝撃力により必要な強度を設定している。欧米で行われる衝突実験では大型車15度、乗用車20度となっており、日本国内の基準でもその衝突角度を前提としている。
この種別に応じて、防護柵が車両の衝突を受けても突破されず、変形量（最大進入行程）や車両の受ける加速度が一定の値以下でなくてはならない。
これらの性能を受けて、以下の通り種別が適用される。
| 道路の区分                   | 設計速度   | 一般区間  | 重大な被害が 発生するおそれの ある区間 | 新幹線などと 交差または近接 する区間 | 備考                                                |
| ---------------------------- | ---------- | --------- | -------------------------------------- | ------------------------------------ | --------------------------------------------------- |
| 高速自動車国道自動車専用道路 | 80km/h以上 | A、Am     | SB、SBm                                | SS                                   |                                                     |
| 高速自動車国道自動車専用道路 | 60km/h以下 | A、Am     | SC、SCm                                | SA                                   |                                                     |
| その他の道路                 | 60km/h以上 | B、Bm、Bp | A、Am、Ap                              | SB、SBp                              |                                                     |
| その他の道路                 | 50km/h以下 | C、Cm、Cp | B、Bm、Bp ※                            | SB、SBp                              | ※設計速度40 km/h以下の道路ではC、Cm、Cpを使用できる |

下り勾配で走行速度が高くなりやすい区間や線形条件が厳しく衝突角度が大きくなりやすい区間ではより強い防護柵を適用することができる。
一般には、C種は市町村道、B種は都道府県道や一般国道、A種は交通量の多い一般国道や高速道路、自動車専用道路に用いられるとみてよい。SA種やSS種は鉄道の上に高速道路が走っている場合などで重大な事故を防ぐために設置される。

### 歩行者自転車用柵
車両用防護柵と比べ低い強度設定となっている。
| 強度                                                               | 種別 | 設置目的          |
| ------------------------------------------------------------------ | ---- | ----------------- |
| 垂直荷重590 N/m（60 kgf/m）以上 水平荷重390 N/m（40 kgf/m）以上    | P    | 転落防止 横断防止 |
| 垂直荷重980 N/m（100 kgf/m）以上 水平荷重2500 N/m（250 kgf/m）以上 | SP   | 転落防止          |

いずれの場合も荷重は防護柵の最上部に作用する場合を考える。
それぞれの設定強度は、種別Pは標準的な体重の成人が防護柵に座る場合・寄りかかる場合を想定した強度で、種別SPは標準的な体重の成人が密着して座る場合・集団で押す場合を想定したものである。原則として種別Pを用いることとし、歩行者等の滞留が予想される区間や橋梁、高架橋で転落防止を目的に設置するものは種別SPを用いる。
なお、生活道路用柵は種別Pの高強度型として設計されたもので、車両重量8 トンの車両が速度40 km/h・角度10度（衝撃度15 kJ）で衝突した場合を想定している。衝突によって防護する側の歩道に車両が突破しないこと、衝突時に歩道側への変形量が小さいこと（たわみ性柵では0.15 m以下）が求められる。

## 構造

### 設置高
車両用防護柵は路面から防護柵上端までの高さを原則0.6 m - 1.0 m以下の間としている。車両誘導の観点から0.6 m以上とする一方で、1.0 m以下とする理由は車両が防護柵に衝突した場合に乗員の頭部が防護柵部材に直接衝突することを防止するためである。ただし、大型車の誘導性を向上させる場合や転落防止を目的とした歩行者自転車用柵を兼用する場合、落下防止柵を付加する場合は1.0 m以上の高さが必要となる場合、この場合は形状を考慮（頭部の高さにビームを設けない、地覆を設けるなど）することで乗員頭部に衝撃を与えない工夫が加えられる。
歩行者自転車用柵は転落防止のものは路面から上端まで1.1 m、横断防止などを目的とするものは0.7 - 0.8 mが設置高の標準となる。転落防止の1.1 mの高さは歩行中と自転車に乗った場合の2ケースで成人男子の重心高さを考えて双方の場合で転落を確実に防止できる高さとしているが、圧迫感を抑え美観を保つため特別な場合を除いて1.2 m以下とするのが望ましい。横断防止の0.7 - 0.8mの高さは歩行者が容易に乗り越えられず、かつ美観を阻害しないための数値としている。

### 材料
防護柵として用いられる材料は十分な強度を持ち、耐久性に優れ、維持管理が容易なものがふさわしい。鋼材・アルミニウム合金材・ステンレス鋼材が材料として用いられる。歩行者自転車用柵には人との親和性に配慮した材料として木材が用いられるケースも多い。
突起物や部材の継ぎ目などは人体または衣服に危害を及ぼしてはならない。特に歩行者自転車用柵はボルトや部材の継ぎ目など細部にわたって形状への配慮を行う必要がある。
錆や腐食が生じると強度が著しく低下して機能面に問題が生じるため、十分に防錆・防食処理を施す必要がある。鋼製材料に対しては溶融亜鉛めっきによって防錆・防食処理をする方法が優れているため一般に広く用いられている。仕上げとして塗装による場合や溶融亜鉛めっき地肌による場合がある。アルミニウム合金材料の場合は表面処理を施さなくても機械的性能の低下がほとんど見られないが、表面の変色による美観阻害を防ぐために塗装を施すことが望ましいほか、鋼材との接触部で異種金属材料による接触腐食を防ぐため絶縁処理を施す必要がある。ステンレス鋼材料を用いる場合は十分な耐食性能を有し、生地のまま利用できる。海岸に近接する区間や凍結防止剤を散布する区間などの設置条件や、地域環境や気象状況を勘案して対策を講じる。海岸部に隣接した区間では10年程度で海に面した側全体に腐食が生じたり、凍結防止剤を散布する区間ではその防止剤が雪と共に支柱地際部に滞留して設置後10年程度で腐食が生じた例がある。対策として高耐食塗装を施す、支柱地際部に防食テープを巻き付けることが挙げられる。なお、歩行者自転車用柵は車両用防護柵よりも合理性を追求しやすい性能要件となっていることから、塩分の影響を受けにくい合理的な材料を選定することが望ましい。

### 金属片問題
ボルト部や継手部に車両が接触した際に車体の引っかかり、車体の一部が引きちぎれ金属片としてボルト部や継手部に付着することがある。
こうした金属片が全国的に問題になったのは、2005年（平成17年）5月28日に埼玉県行田市で自転車を運転中にガードレールに付着した三角形の金属片で負傷した事故を受けてである。国土交通省はこの事故を受けて6月8日に「防護柵への付着金属片調査委員会」を設置。関連機関（道路管理者・自動車板金業者など）や金属片の材料分析、実車による実験より車両が防護柵に接触したことで生じるものであると確かめられた。7月29日の最終委員会で金属片はほぼ自動車に由来するものと結論づけられた。

### 基礎
防護柵の設置にあたっては現地の地盤または定着部のコンクリート強度が十分な支持力を有するか照査する必要がある。支持力が不十分な場合は地盤の置換・改良やコンクリートの打ち換えによって所定の支持力を確保する必要があるが、特に土工部に設置するたわみ性防護はコンクリートの根巻き構造によって地盤支持力を補完できることもある。
たわみ性防護柵の中でもビーム型防護柵（ガードレール・ガードパイプ・ボックスビーム）の場合は「A：支柱穴を掘り、支柱設置後に埋め戻す方法」「B：オーガなどである程度掘削し、その後打ち込む方法」「C：はじめから打ち込む方法」の3種類に工法が分かれる。一般に施工法として用いられるのはCである。Aの場合、設置穴の底部は十分に突き固め、支柱を建て、土砂を埋め戻す（Bの場合も突き固めて土砂を埋め戻す）。BやCの場合、モンケンやバイブロパイルハンマーなどで所定の場所に打ち込むが、支柱頭部に損傷を与えないため保護用のキャップを用いる。いずれの場合も地下埋設物に注意しながら施工する。ケーブル型防護柵（ガードケーブル）では端末支柱を土中に設置する場合にコンクリート基礎を用いるが、中間支柱はビーム型防護柵と同様の設置方法が取られる。なお、土中に基礎や柱を設置できない場合や一時的に設置する場合は仮設の基礎を用いた置き式防護柵を採用することがある。
橋梁や高架などの構造物上に設置する場合は支柱設置穴を設けた埋込み方式とアンカーボルトとアンカープレートによって地面と定着させるベースプレート方式がある。歩行者自転車用柵で埋め込み方式を行う場合は箱抜鋼管を使用せず、地覆コンクリート打設時に型枠または発泡スチロールで箱抜を形成する方法が一般的である。そのほか、地覆鉄筋や型枠をりようして柵を固定した後に地覆コンクリートを打設する同時打ち方式もある。
剛性防護柵は舗装地盤内に所定の埋め込み深さで設置される「土中式」と構造物（橋梁や擁壁など）と一体化させる「構造物用」に分けられる。「土中式」では設置後の衝突で十分な水平抵抗力を得られるように防護柵周辺の所定の深さを必要に応じて良質な地盤材料で埋め戻したり舗装を施工して埋め込まなければならない。橋梁や高架などの構造物の上に設置する場合は、防護柵の基礎部と構造物の間で鉄筋やアンカーなどを利用して鋼材を介して結合する方法が取られるほか、プレキャスト工法を用いるのであればアンカーボルトなどを用いて構造物と防護柵を一体化させて設置する。

## 維持管理
防護柵の所有者（管理者）は道路管理者（国土交通省・都道府県・市町村など）であり、自動車の衝突などで破損させた場合は運転者が警察・保険会社のほか道路管理者に連絡する必要がある。
1～3日程度に1回の頻度で行われる通常巡回では道路パトロールカーの車内から目視で車両衝突による損傷がないか確認し、定期巡回の際には徒歩によって目視でボルトやナットのゆるみ・脱落や外観による腐食状況を確認する。大型車の交通量が多い場所では交通振動によりボルトやナットのゆるみが生じやすい。ボルトやナットのゆるみが防護柵の機能を大きく低下させるため、巡視・点検時にはボルトやナットの締付けに注意する必要があり、ゆるみが認められたら締め付ける必要がある。そして、防護柵の損傷が認められた場合は速やかに復旧して本来の機能を取り戻す必要がある。自動車との接触による金属片が確認される場合はすみやかに除去する必要がある。
塵埃や排気ガスの付着が防護柵の腐食の原因となり、汚損の状況や景観への影響を勘案して洗浄を行う必要がある。特に凍結防止剤を散布する区間や海岸に近接する区間では腐食の進行が早く、凍結防止剤散布期間後や台風時期後に洗浄を行うと効果的である。ブラケット金具は鋼板を折り曲げて製作することから塗膜が薄くなりやすい端部が多く、その部分が腐食の起点となりやすい。
すり傷によって塗装が剥離した場合は表面の付着物を除去して再塗装する。経年劣化で塗膜劣化が激しい場合や表面的な錆が生じている場合は事後の維持管理のしやすさを考えた上で取替えや再塗装などの措置を講じる。
積雪地域に設置された防護柵は除雪時に雪由来の側圧で損傷を受けやすい。対策として、除雪方法に注意するほか、スノーポールの設置による防護柵位置の明示や、冬期間のみ防護柵の水平材の撤去などが考えられる。

## 防護柵のデザイン

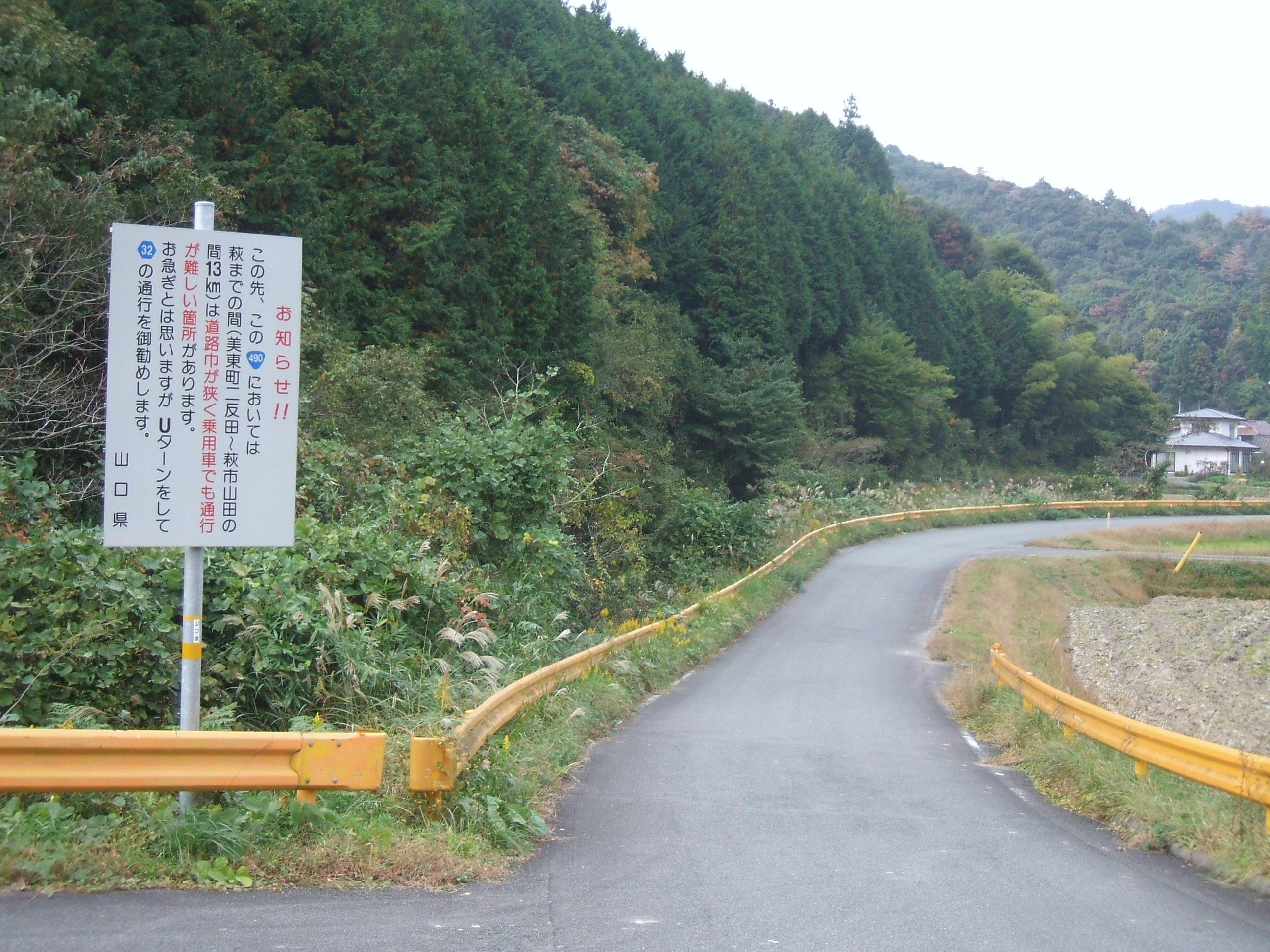
黄色のガードレールが設置された山口県の道路（国道490号）

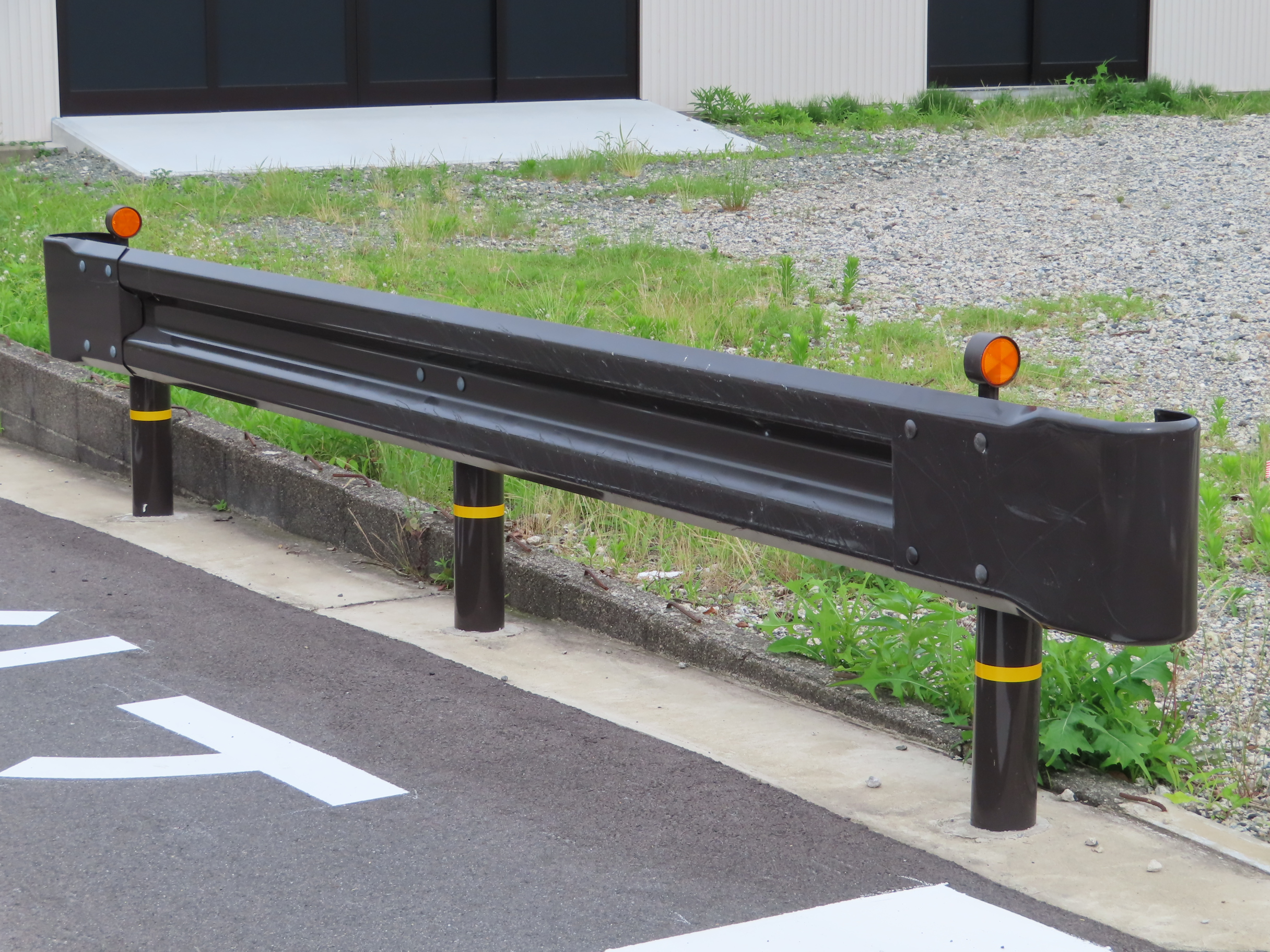
ダークブラウンに塗装されたガードレール

白色の防護柵は視線誘導効果が高い一方で、錆や汚れが目立ち周辺環境から浮く事例が見られた。かつて防護柵による視線誘導を副次的機能として期待していたが、防護柵は地域に応じて景観に配慮することとして、視線誘導は視線誘導標や反射シートで確保することとする。
防護柵の必要性を検討した上で、不要と考えられる区間では既設の防護柵の撤去を行うことで景観保護するのが望ましい。また、道路の新設・改築時には防護柵の設置を必要としない道路構造にして景観保護することもできる。具体的には植樹帯が設けられた道路での横断防止に設けられた防護柵や、車道と周辺地盤との高低差が小さいため人的被害が小さくなる考えられる場所などでは防護柵設置の必要性が低くなる。

### 色彩
山口県内では1963年（昭和38年）の第18回国民体育大会を行うにあたりガードレールの塗装に県の特産品であるナツミカンをイメージとした黄色を採用し、現在でも用いられている。
良好な景観形成には防護柵は地域の特性に応じた色彩を選定し、周辺景観の中で防護柵が必要以上に目立たない色を選定することが原則である。景観に配慮した鋼製の防護柵に用いる色彩はダークグレー、ダークブラウン、オフグレー、グレーベージュが挙げられる。アルミ製防護柵やステンレス製防護柵の場合は素材そのものの色を用いることが原則で、特に周辺景観との融和が必要な場合は電解着色を行う（電解着色できない色は塗装で対応する）。

### 防護柵のデザイン
「景観に配慮した道路附属物等ガイドライン」では「シンプルな形状」「透過性の配慮」「存在感の低減」「人との親和性に配慮したデザイン、材質」の4つの方針で景観への配慮に繋げられるものと考えられる。
「シンプルな形状」は構造的・機能的に必要最低限の部材で防護柵を設計することである。具体的には道路延長方向に延びるビーム部を滑らかに連続させる、支柱間隔を等間隔にする等が挙げられる。地域の名物などをイメージしたレリーフや絵を防護柵に入れ込むことは景観の中では主張が強く浮いてしまい望ましいとは言えない。
「透過性への配慮」は自然景観や田園景観などが広がる地域で防護柵の透過性を高める工夫を指す。ガードパイプやガードケーブルなど透過性が高い形状にするほか、防護柵のビームが車両の乗員の視線を遮らない高さに位置するようにするのが望ましい。
「存在感の低減」は、特に剛性防護柵（コンクリート製防護柵）はコンクリート壁面が連続して面としての存在感が強いため、コンクリート壁面の存在感を薄くする工夫を指す。壁面の高さを抑える、または壁面の輝度を下げるなどの対策がある。
「人との親和性に配慮したデザイン、材質」は歩道のある道路では歩行者にとって防護柵が間近に存在することを配慮したものに設計することである。防護柵の歩道側の面は歩行者にとって表面となるので、歩行者にとって裏側であると印象付けさせないデザインが望ましい。突起を少なくして丸みを帯びた滑らかな形状にすることや、歩行者の衣服や鞄類が引っかからない端部形状をすることはバリアフリーの観点から相応しい形状である。材質の工夫として、直接触れた際の手触り感を向上する材質を用いることや、地域によって木製防護柵を用いることが挙げられる。

## 日本国外の防護柵
ガードレールは国ごとで基準が異なり、形状や凹凸などにその違いが見られる。特にドイツは日本と比べて高速で車両が走行するため、より高強度の防護柵を用いる傾向がある。

## 沿革
アメリカでは1924年には既に防護柵が設置されていたと考えられる。
日本でも特に山道などで、自動車などが路外に転落することを防ぐために路肩に木の柵や石を並べたものが設置された。これらは日本では駒止と呼ばれ、自動車の普及に従って危険なところには柵が目立つように反射板の設置や白色塗装などが行われるようになった。また、強度面でも改善が試みられ、金属やケーブル、コンクリートで作られた柵が登場した。しかしかつては衝突試験を行っておらず、安全性の担保はなされていなかった。
1956年（昭和31年）に神奈川県箱根町の国道1号にはじめてガードレールが設置された。1965年（昭和40年）4月に日本で初めての防護柵設置基準となる「ガードフェンス設置要綱」が策定され、1972年（昭和47年）10月にメーカーが独自に開発していた構造諸元（形状・寸法）を統一して製品どうしに互換性を持たせた「防護柵設置要綱」が策定された。1998年（平成10年）には「防護柵の設置基準」で種別Sを4段階に分け、仕様規定から性能規定へ変更を実施。この改正により所定の性能を満たせば材料を問わず、木製のガードレールが開発されるきっかけとなった。2008年（平成20年）1月に行われた「防護柵の設置基準」の改定で福岡海の中道大橋飲酒運転事故を受けて橋梁・高架部での防護柵の設置条件が見直され、金属片問題の対策として点検を強化するよう基準に盛り込まれた。
ガードレールは進行方向に重ねられ、沖縄県では本土復帰と同時にアメリカ式の右側通行から日本式の左側通行に改めたときに、進行方向に合わせて重ね直された。

## 関連文献
- 車両用防護柵設置に関する検討委員会『車両用防護柵設置に関する検討委員会報告書』（PDF）国土交通省道路局、2007年4月。